# Réserve écologique Fernald
La réserve écologique Fernald est située à 20 kilomètres au sud de Cap-Chat. Elle touche aussi au parc national de la Gaspésie. La réserve protège une partie du versant nord des monts Chic-Chocs.  On y retrouve des sapinières à bouleau jaune, des sapinières à bouleau blanc et des sapinières à épinette noire. Fondée en 1995, elle a été nommée en l'honneur de Merritt Lyndon Fernald (1873-1950), qui étudia la flore des Chic-Chocs.